# 成都中医药大学附属医院
成都中医药大学附属医院，亦称四川省中医医院，是中国四川省成都市的一家三级甲等中医院，位于成都市金牛区十二桥路39号。医院编制床位3000张，现任党委书记常德贵，院长谢春光。

## 简介
1957年，于毗邻成都中医学院校址的四道街建立其附属医院，设病床50张。1978年，迁址现十二桥路，与1958年迁来的成都中医学院毗连。经过60余年建设，2021年门急诊服务量为270余万人次/年，住院量近7万人次/年，现有在岗职工2300余人，有国医大师4人，全国名中医4人，岐黄学者4人，享受国务院政府特殊津贴专家48人。

## 成都中医药大学附属医院针灸学校
亦称四川省针灸学校，是一所中医类中等职业学校，创办于1960年。